# OFK Mladenovac
Maillots
Le Omladinski Fudbalski Klub Mladenovac (en serbe : Омладински Фудбалски Клуб Младеновац), plus couramment abrégé en OFK Mladenovac, est un club serbe de football fondé en 1924 et basé dans la ville de Mladenovac.

## Palmarès
| Compétitions nationales                                                    |
| -------------------------------------------------------------------------- |
| - Championnat de Serbie D3 (3) : - Champion : 2000-01, 2004-05 et 2010-11. |

## Personnalités du club

### Présidents du club
- Zoran Stevanović

### Entraîneurs du club
| - Nebojša Vučićević - Aleksandar Krivokapić - Zoran Nikolić (2006) - Ljubiša Stamenković (2006 - 2007) - Ivan Adžić (2007) - Vlada Milošević | - Žarko Đurović - Aleksandar Marinković - Ivan Bujagić - Radovan Radaković (2010 - 2012) - Zoran Nikolić (2012) - Nebojša Petrović (2012) | - Žarko Đurović (2012) - Miloš Joksić (2013) - Žarko Đurović (2013) - Goran Spasić |

### Joueurs du club
- Milovan Sikimić